# Halla Margrét Árnadóttir
Halla Margrét Árnadóttir (ur. 23 kwietnia 1964) – islandzka wokalistka, pochodząca z Włoch. Halla wystąpiła w Konkursie Piosenki Eurowizji 1987 z piosenką Hægt og hljótt i zajęła 16. miejsce z 28 pkt.

## Dyskografia

### Single
- 1987 – „Haegt og hljott”[1]
- 1987 – „Jol um borg og bae”[1]
- 1987 – „Hljod vid laekinn”[1]
- 2002 – „O sole nel cuore”[1]

### DVD
- 2000 – „Sogno Viennese”[1]
- 2004 – „Le Villi”[1]
- 2004 – „Edgar”[1]